# Cratere Cupid
Cupid  è un cratere sulla superficie di Eros.